# Сражение при Домокосе

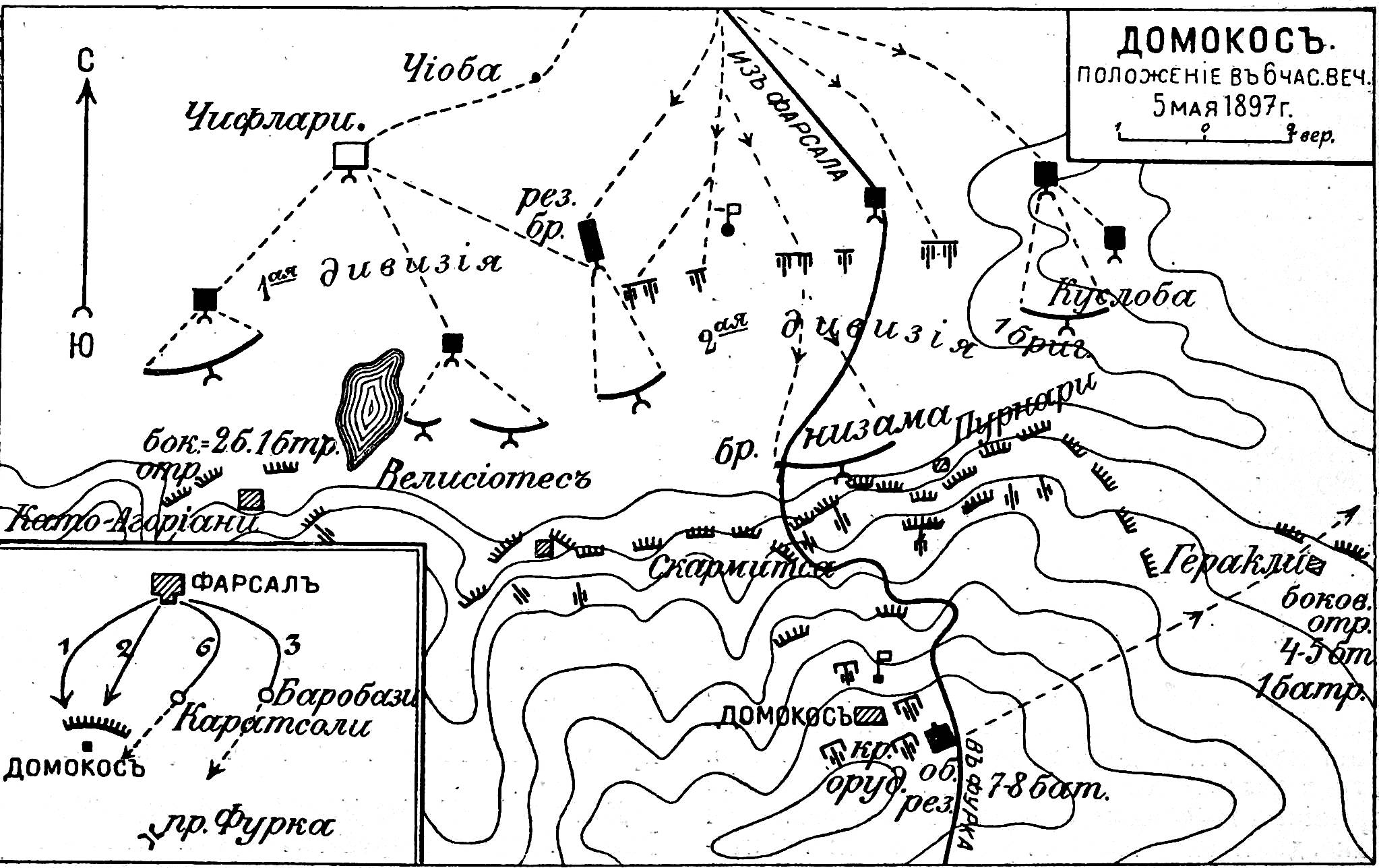
План сражения при Домокосе
(рисунок из статьи «Домокос»
«Военная энциклопедия Сытина»; 1912 год)

Сражение при Домокосе — битва Первой греко-турецкой войны, состоявшаяся 5 (17) мая 1897 года у небольшого греческого города Домокос в Фессалии между греческой и турецкой армиями.

## Причина
После того, как Греция попыталась аннексировать остров Крит, османское правительство объявило ей войну. Командующим османской армией в Эласоне был Эдхем-паша. Он был одним из самых молодых генералов османской армии (тогда ему было 46 лет), и его назначение многих озадачило. Командующим греческой армией был принц Константин.

## История
После боя у Фарсала наступил 10-дневный перерыв в главных операциях турок, вызванный неудовлетворительной организацией тыла. Между тем, 28 апреля в турецком главном штабе было получено известие, что греческая армия занимает укрепленную позицию у Домокоса. Однако, командующий турецкой армией Эдхем-паша не торопился с наступлением. Он ожидал подхода вновь сформированной 7-й дивизии и бригады 4-й дивизии, снятой с этапной линии. Полученная 4 мая телеграмма из Константинополя побудила его начать движение.
Греческая армия королевича Константина, в составе 2-х дивизий, занимала позицию на линии Пурнари — Скармитса, имея в боевой линии 14 батальонов с 7—9 батареями и 6 крепостными орудиями и 7—8 батальонов в резерве у Домокоса. Для обеспечения правого фланга со стороны Воло и Галмироса был выдвинут на 1 переход к северо-востоку отряд из 4—5 батальонов с батареей. На левом фланге, в Агоряни, находился левый боковой отряд из 2 батальонов с батареей. Боевая сила греческой армии доходила до 30 тысяч штыков, 500 сабель и 70 орудий. Общее протяжение фронта, включая боковые отряды, до 13 километров. Несмотря на скалистый грунт, укрепления позиции имели сильный профиль и были приспособлены к 2- и 3-ярусной обороне; для тяжелой артиллерии были проложены дороги.
5 мая, в 7 часов утра, турецкая армия двинулась к Домокосу в следующем порядке: 2-я сводная дивизия наступала по шоссе Фарсала — Домокос; 1-я дивизия — через Чиобу на Велисиотес; 6-я дивизия 2 колоннами на Геракли; 3-я дивизия также 2 колоннами через Китики и Кизлар на Фурку, в тыл позиции; бригада 4-й дивизии шла за 6-й; кавалерийская бригада — на правом фланге. В резерве бригада 2-й дивизии — за 1-й дивизией; артиллерийский резерв — по шоссе (всего 45 тысяч штыков, 1200 сабель и 4 тысячи добровольцев, 180 орудий).
В центре 2-я дивизия, двигаясь крайне медленно, только в 9:30 дошла до Чиобы и завязала бой авангардом с греческой кавалерией, занимавшей деревню. В 11 часов утра авангард дивизии, занявший Чиобу, подвергся с дистанции 7 километров огню тяжелой артиллерии греков, и дивизия начала развертывание. Огонь тяжелых орудий не позволил авангардным батареям турок продвинуться вперед, а наступление пехоты было остановлено ружейным огнём. Только с 16 часов, когда вступил в бой артиллерийский резерв турок, пехота 2-й дивизии начала энергичное наступление. К 18 часам боевая линия с большими потерями подошла на 500—800 шагов к позиции, где окопалась.
Тем временем 1-я дивизия, вышедшая против Велисиотеса, обнаружила расположение греков у Като-Агориани и протянула боевой порядок на запад. В промежуток между дивизиями, против Скармитсы, в 18 часов выдвинулась бригада резерва. Левое крыло турок (6 и 3-я дивизии) действовало крайне вяло; кроме того, движение его замедлялось труднодоступной местностью и распустившейся от дождей почвой. 6-я дивизия, тесня боковой отряд, к 18 часам дошла до Каратсоли, в 7 километрах от места боя, и здесь заночевали, несмотря на доносившуюся от Домокоса канонаду. 3-я дивизия ночевала у Баробази, в 12 километрах от Домокоса. Таким образом, обход позиции с обоих флангов остался не выполненным, и вся тяжесть боя легла на 2-ю сводную дивизию и, главным образом, на бригаду низама.
Около 19 часов греческие батареи у Пурнари прекратили огонь, а в 19:30 затих и ружейный у Велисиотеса. В центре же огонь продолжался до темноты. Турки провели ночь в боевом порядке, а утром нашли позиции греков оставленными.